# Triclinium
Triclinium (triklinium) var hos
romerne navnet på spisebordet med de dertil
hørende tre sofaer eller bænke, som hver havde plads til
tre personer. Den fjerde side af bordet var fri af hensyn til betjeningen.
Bænkene kaldtes lectus summus, lectus medius og lectus imus, og der
var bestemte regler for pladsernes rangfølge; således var lectus medius den fornemste, mens værten plejede at ligge på lectus imus.
Der lå aldrig mere end ni personer ved hvert triclinium, men der kunne anbringes flere i samme sal. Navnet triclinium blev også brugt om spisesalen.

## Galleri
| - Forskellige rekonstruktioner - Fra "Det romerske herberg" i den arkæologiske park i Xanten - Rekonstruktion fra Aquincum, romersk by i nuværende Ungarn - Fra museum i Butchery Lane, Canterbury, Kent. |

| - Fra Archäologische Staatssammlung, München - Fra den romerske villa Almenara-Puras i den spanske provins Valladolid - Scene fra Museu d’Història de València, Valencia |